# Copa Tom Richards
La Copa Tom Richards es un torneo de rugby disputado entre las selecciones de Australia y el combinado de los Leones Británico-irlandeses.
Se realiza en homenaje a Tom Richards, un australiano que jugó por ambas selecciones.

## Ediciones
El torneo se inauguró en 2001, siendo el primer campeón el seleccionado de Australia.
En la edición en 2013, los Leones Británico-irlandeses consiguieron la copa al vencer en la serie por 2 a 1.
| Edición | Año  | Ganador                     | Resultado de la serie |
| ------- | ---- | --------------------------- | --------------------- |
| I       | 2001 | Australia                   | 2-1                   |
| II      | 2013 | Leones Británico-irlandeses | 2-1                   |
| III     | 2025 | Leones Británico-irlandeses | 2-1                   |